# Педро Морено
Педро Морено Гонзалес (шп. Pedro Moreno Gonzalez; Лагос де Морено, 18. јануар 1775 — Гванахуато, 27. октобар 1817) је био устаник током Мескичког рата за независност.